# Suore missionarie domenicane del Rosario
Le Suore Missionarie Domenicane del Rosario (in spagnolo Hermanas Misioneras Dominicas del Rosario) sono un istituto religioso femminile di diritto pontificio: i membri di questa congregazione pospongono al loro nome la sigla M.D.R.

## Storia

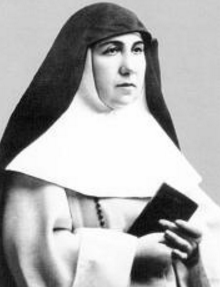
Ascensión Nicol Goñi, fondatrice della congregazione

Nel 1913 il missionario spagnolo Ramón Zubieta y Les (1864-1921), religioso domenicano, venne nominato vicario apostolico di Urubamba, nell'Amazzonia peruviana: per l'apostolato presso le popolazioni indigene il vescovo pensò di creare una congregazione femminile e, d'intesa con papa Pio X e l'arcivescovo di Lima, trasformò l'ex convento domenicano di Alameda de los Descalzos in casa di formazione per religiose missionarie.
Per gestire l'opera vennero chiamate cinque monache domenicane del convento aragonese di Huesca, religiose di clausura ma tradizionalmente dedite all'insegnamento: il gruppo, guidato da Ascensión Nicol Goñi (1868-1940), lasciò la Spagna il 16 giugno 1915.
La congregazione ha ricevuto il pontificio decreto di lode il 22 dicembre 1931 ed è stata approvata definitivamente dalla Santa Sede il 21 maggio 1940: il 25 marzo 1920 è stata aggregata all'Ordine dei Predicatori. Madre Ascensión Nicol, cofondatrice dell'istituto, è stata beatificata nel 2005.

## Attività e diffusione
Le Missionarie Domenicane sono attive soprattutto presso le popolazioni indigene di Asia, Africa e America latina e si dedicano a varie opere educative, sanitarie e socio-assistenziali.
Sono presenti in Europa (Portogallo, Spagna), in Africa (Angola, Camerun, Mozambico), in Asia (Cina, India, Filippine, Macao, Taiwan, Timor Est), in Australia e in America (Bolivia, Cile, Repubblica Dominicana, Ecuador, Guatemala, Messico, Nicaragua, Perù, Porto Rico): la sede generalizia è a Madrid.
Al 31 dicembre 2005 l'istituto contava 792 religiose in 141 case.